# Cannabis en la India

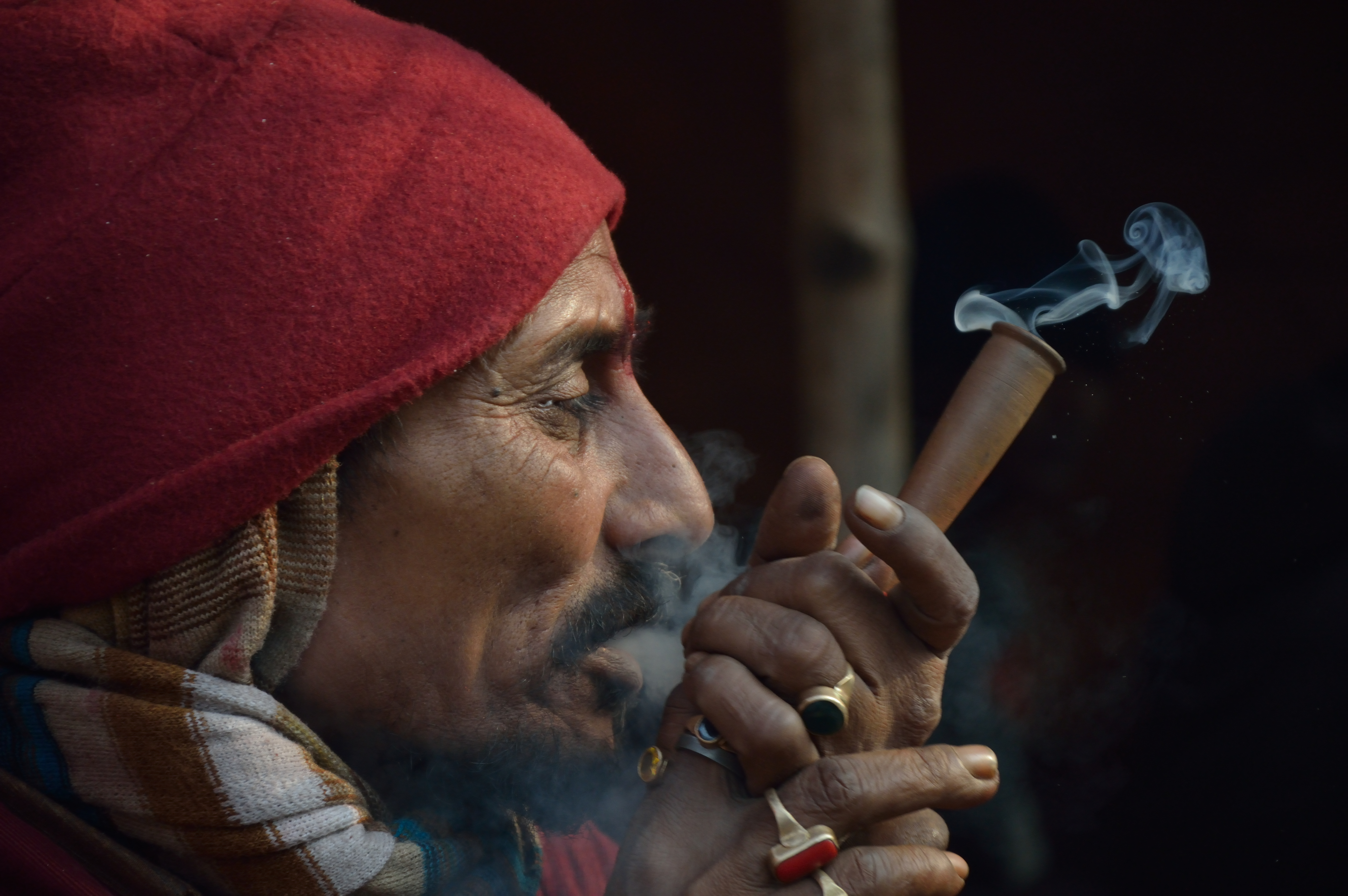
Sadhu fumando cannabis mediante un chílam en Calcuta, India.

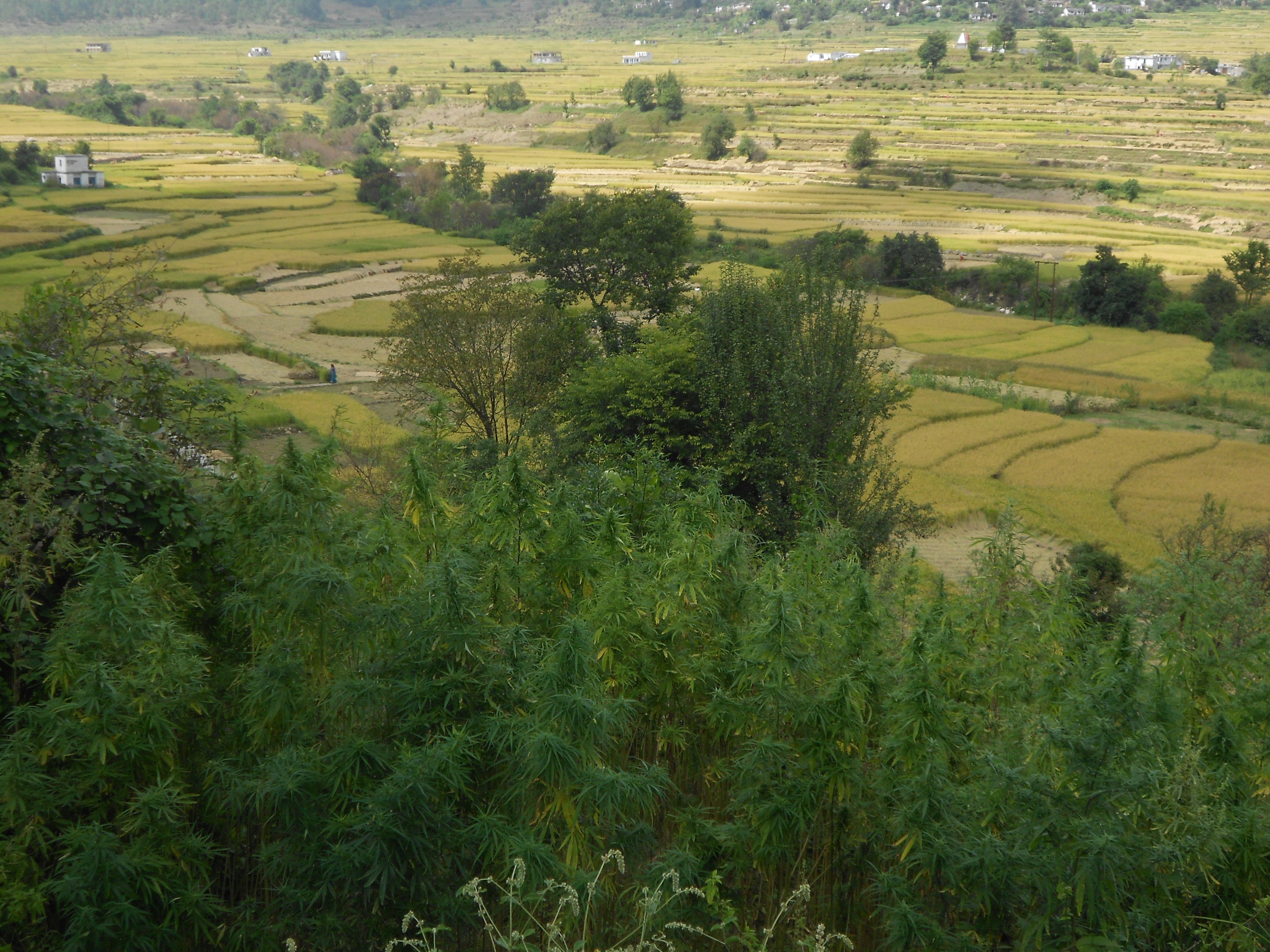
Cannabis silvestre en Uttarakhand.

El cannabis en la India, aunque actualmente es ilegal, tiene una tradición de consumo desde el siglo XX a. C., es decir, desde hace cuatro mil años. Se usa de forma recreativa, medicinal y religiosa. En la sociedad india, los términos comunes para las preparaciones de cannabis incluyen charas (resina), ganja (inflorescencias) y bhang (semillas y hojas), y las bebidas indias, como el bhang lassi y bhang thandai son uno de los usos legales más comunes.
En 2000, según la UNODC, la prevalencia del consumo de cannabis en la India era del 3,2%. Un estudio de 2019 realizado por los Institutos de Ciencias Médicas de la India informó que alrededor de 7.2 millones de indios habían consumido cannabis durante el año anterior. La encuesta Magnitude of Substance Use in India ('Magnitud del uso de sustancias en la India') de 2019 del Ministerio de Justicia Social encontró que el 2,83% de los indios de 10 a 75 años (o 31 millones de personas) consumían productos de cannabis. Según el Informe mundial sobre drogas de la ONUDD de 2016, el precio minorista del cannabis en la India era de US$0,10/gramo, el más bajo en todo el mundo.

## Historia

### Antigüedad

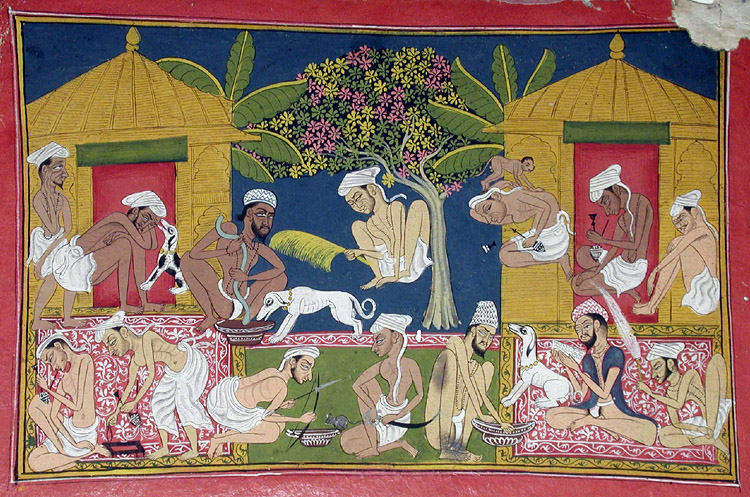
Ilustración india de 1790, donde se puede observar un grupo de personas tomando bhang, un comestible de cannabis que se ha usado en alimentos y bebidas desde el siglo XX a. C. por hindúes en la Antigua India.

Aunque el bhanga se mencione en varios textos indios de antes del siglo XX a. C., existe cierto debate entre los estudiosos del sánscrito sobre si este bhanga puede identificarse con el bhang moderno de cannabis.
Se ha propuesto que el Cannabis sativa sea la planta con la que se preparaba soma, una bebida ritual mencionada en textos del período védico. El soma se describe con «efectos embriagadores» y aparece en el Ṛig Veda, el más antiguo de los Vedas del hinduismo (escrito entre el 1500 y el 1200 a. C.).
El Atharva Veda (1500-1000 a. C.) menciona al bhanga como una de las cinco plantas sagradas que alivian la ansiedad. Sayana interpretó el bhanga como un tipo de hierba silvestre, pero muchos estudiosos identifican el bhanga con el cannabis. El verso en cuestión dice:

पञ्च राज्यानि वीरुधां सोमश्रेष्ठानि ब्रूमः।
A los cinco reinos de las plantas que Soma gobierna como Señor, nos dirigimos;
दर्भो भङ्गो यवः सह ते नो मुञ्चन्त्व् अंहसः॥
la darbha, el cáñamo, la cebada, saha - que nos liberen de la angustia.
Atharva Veda 11.6.15

El Sushruta Samhita (c. 600 a. C.) vuelve a mencionar el bhanga, como planta medicinal, y lo recomienda para tratar el catarro, la flema y la diarrea.
Según Gerrit Jan Meulenbeld y Dominik Wujastyk, Chikitsa-sara-sangraha (finales del siglo XI) de Vangasena es el texto indio existente más antiguo que presenta una mención indiscutible del cannabis. Menciona el bhanga como aperitivo y digestivo, y lo sugiere en dos recetas para una vida larga y feliz. Dhanvantariya Nighantu de Narayan Sarma, un texto contemporáneo, menciona un efecto narcótico de la planta. Yogaratnamala de Nagarjuna (siglos XII-XIII) sugiere que el humo de cannabis (mdtuldni) se puede usar para hacer que los enemigos se sientan poseídos por espíritus. El Sharngadhara Samhita (siglo XIII) también da usos medicinales al cannabis, y junto con la ahiphena (adormidera), la menciona como una de las drogas que actúan más rápidamente en el organismo.
El cannabis también se menciona en otras escrituras históricas como Dhanvantari Nighantu, Sarngandhara Samhita y Kayyadeva Nighantu. También se menciona en el Ayurveda como ingrediente en varias recetas de analgésicos y afrodisíacos en pequeñas cantidades. Se observa que el consumo prolongado o en grandes cantidades puede ser adictivo y que es más peligroso que el tabaco para los pulmones y el hígado. Sin embargo, el Ayurveda no usa cannabis para recetas de fumar.
Se dice que el dios hindú Shiva eligió el cannabis como su alimento favorito, después de haber pasado una noche durmiendo bajo las hojas de la planta y al comerlo por la mañana lo refrescó. Otra leyenda sugiere que cuando el veneno Halahala salió del Samudra manthan, Shiva lo bebió para proteger a todos de él. Más tarde, se utilizó bhang para enfriarlo. Shiva Purana sugiere ofrecer bhang a Shiva durante los meses de verano. Pero no todos los devotos ofrecen bhang a Shiva.
Muchos textos ayurvédicos mencionan el cannabis como vijaya, mientras que los textos tántricos lo mencionan como samvid.

### India colonial

#### India libre
Tras la toma portuguesa de Goa en 1510, los portugueses se familiarizaron con las costumbres y el comercio del cannabis en la India. García de Orta, botánico y médico, escribió sobre los usos del cannabis en su obra de 1534 Coloquios dos simples, e drogas he cousas medicinais. García señaló que el bhang se usaba para mejorar el trabajo y el apetito y permitir el trabajo de parto. Menciona: «creo que es tan utilizado y por tanta gente que no hay ningún misterio al respecto». Quince años más tarde, Cristóbal Acosta produjo la obra Tractado de las drogas y medicinas de las Indias orientales, que describe recetas para elaborar bhang.

#### India británica

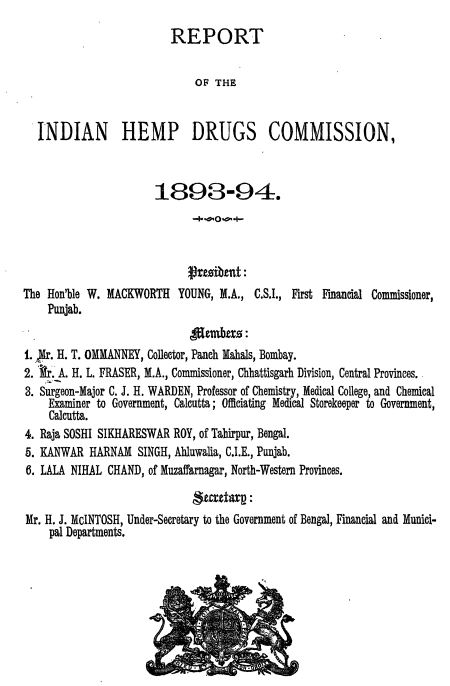
Informe de la Comisión de Drogas de Cáñamo de la India de 1893–94

El Parlamento del Reino Unido promulgó un impuesto sobre el bhang, la ganja y el charas en 1798, afirmando que el impuesto estaba destinado a reducir el consumo de cannabis «por el bien de la salud y la cordura de los nativos». En 1894, el gobierno británico de la India completó un amplio estudio sobre el cannabis en la India. Los hallazgos del informe declararon:

Viendo el tema en general, se puede agregar que el uso moderado de estos medicamentos es la regla, y que el uso excesivo es comparativamente excepcional. El uso moderado prácticamente no produce efectos nocivos. En todos los casos, excepto en los más excepcionales, la lesión por el uso moderado habitual no es apreciable. El uso excesivo puede ciertamente aceptarse como muy perjudicial, aunque hay que admitir que en muchos consumidores excesivos la lesión no está claramente marcada. Sin embargo, el daño causado por el uso excesivo se limita casi exclusivamente al consumidor mismo; el efecto en la sociedad rara vez es apreciable. Ha sido la característica más sorprendente de esta investigación descubrir cuán poco los efectos de las drogas de cáñamo se han visto afectados por la observación.
Informe de la Comisión de Drogas de Cáñamo de la India, 1894

## Uso moderno

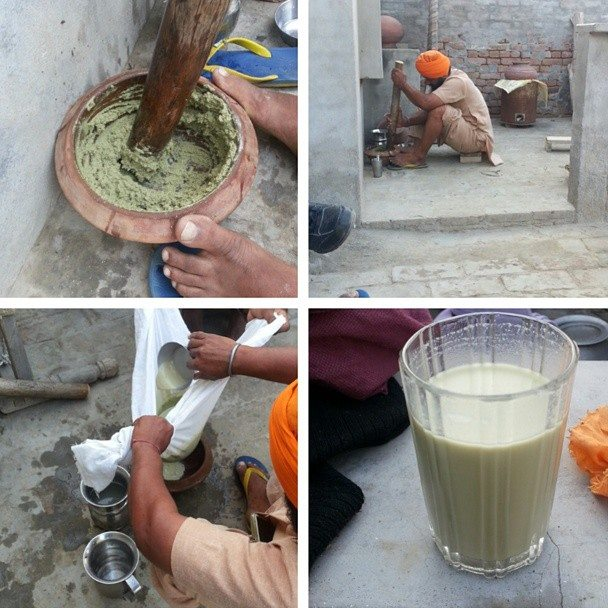
Proceso de elaboración de bhang en una aldea sij en el Punyab. Se prepara tradicionalmente para un festival hindú y sij llamado Holi.

Como bhang, el cannabis sigue siendo popular en India. También se mezcla en thandai, una preparación similar a un batido. El bhang se consume como prasad de Shiva y es popular entre Mahashivaratri y Holi (febrero-marzo). Entre los sijs nihangs, el bhang es popular especialmente durante el Hola Mohalla. Los sufíes indios sitúan el espíritu de Al-Jedr en la planta del cannabis, por lo que consumen bhang.
Incluso en Assam, donde el cannabis ha sido explícitamente prohibido desde 1958, es consumido por miles durante el Ambubachi Mela. En 2015, la policía no impidió que los devotos consumieran bhang, aunque multó a dos personas por fumar tabaco en lugares públicos, en virtud de la Ley de cigarrillos y otros productos de tabaco.
En noviembre de 2015, Uttarakhand legalizó el cultivo de cannabis con fines industriales. En junio de 2016, Pillares EXIM LLP con sede en Vapi, Guyarat dio un paso hacia la legalización del cannnabis al lanzar HERBBOX como una ventanilla única para accesorios para fumar en la India. Balkrishna, director ejecutivo de Patanjali Ayurved, declaró en febrero de 2018 que su empresa había comenzado a investigar los beneficios del cannabis y sus extractos en sus instalaciones de investigación y desarrollo en Haridwar, para su uso en los medicamentos y otros productos de la empresa. El ministro de derecho de Madhya Pradesh, P.C. Sharma, declaró el 20 de noviembre de 2019 que el estado estaba considerando legalizar el cultivo de cannabis con fines médicos e industriales. El ministro principal de Manipur, N. Biren Singh, también informó a la Asamblea Estatal el 21 de febrero de 2020 que su gobierno estaba considerando legalizar el cultivo de cannabis con fines médicos e industriales.
Las agencias de aplicación de la ley de la India incautaron un total de 182.622 kg de ganja y 2.489 kg de hachís en 2016. Los organismos encargados de hacer cumplir la ley erradicaron 1.980 hectáreas de cultivo ilícito de cannabis en 2018, menos que las 3.446 hectáreas erradicadas en 2017. El informe anual de 2019 de la Junta Internacional de Fiscalización de Estupefacientes señaló que «la India se encuentra entre los países del mundo con la mayor extensión de cultivo y producción ilícitos de cannabis».
La encuesta Magnitud del uso de sustancias en la India de 2019 del Ministerio de Justicia Social y Empoderamiento encontró que el 2,83% de los indios de 10 a 75 años (o 31 millones de personas) consumían productos de cannabis, con un 0,66% de la población considerada consumir cannabis «en un patrón dependiente». La encuesta encontró que el 2,02% de la población consumía bhang y el 1,21% consumía charas o ganja. También señaló que la mayoría de los consumidores de cannabis eran hombres y que el 5% de la población masculina consumía cannabis en comparación con el 0,6% de la población femenina. La encuesta encontró que el consumo de cannabis era más frecuente en Sikkim, donde el 7,3% de la población informó haber consumido cannabis, seguido de Nagaland (4,7%), Odisha (4,7%) Arunachal Pradesh (4,2%) y Delhi (3,8%). El consumo más bajo de cannabis se registró en Puducherry, Kerala, Rayastán, Tamil Nadu, las islas Laquedivas, Dadra y Nagar Haveli, Guyarat y las islas Andamán y Nicobar, que registraron que aproximadamente el 0,1% de la población había consumido cannabis.
Un estudio de la firma de datos alemana ABCD encontró que Nueva Delhi y Bombay fueron la tercera y sexta ciudades más consumidoras de cannabis del mundo en 2018, consumiendo 38,2 toneladas y 32,4 toneladas de cannabis respectivamente.
Los naxalitas están fuertemente involucrados en la producción ilegal de ganja.

## Estatus legal

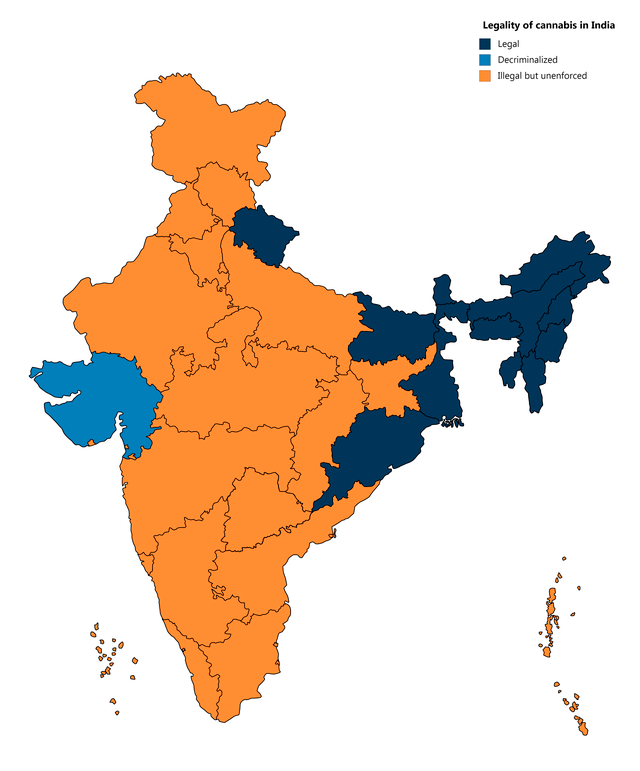
Legalidad del cannabis en la India (2019):
Ilegal (aunque no perseguido)
Ilegal, pero descriminalizado
Legal

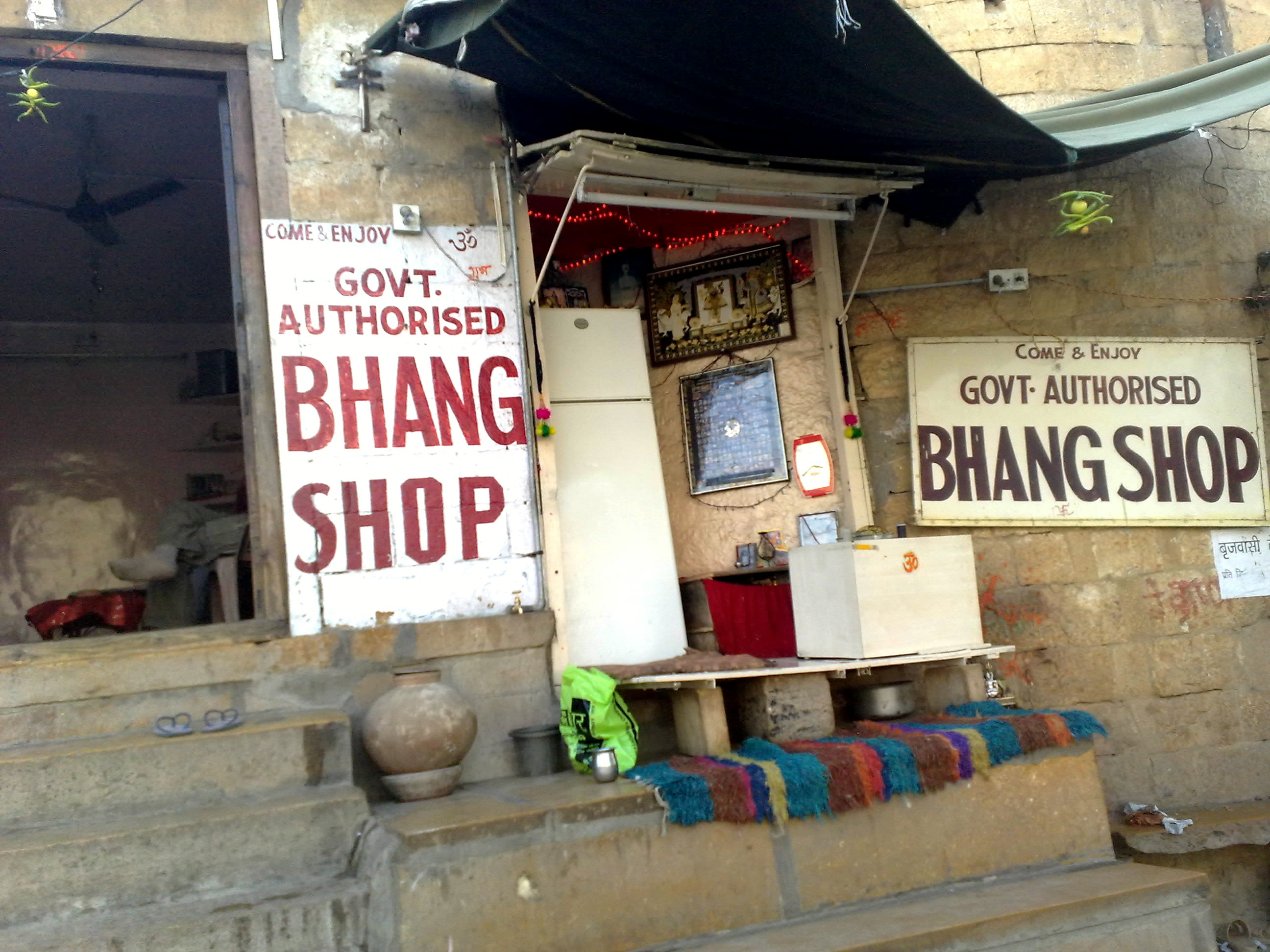
En la mayoría de los estados, solo los distribuidores autorizados por el gobierno pueden vender bhang.

Se hicieron y se propusieron intentos de criminalizar el cannabis en la India británica en 1838, 1871 y 1877.
El tratado internacional de 1961 Convención Única sobre Estupefacientes clasificó el cannabis con las drogas duras. Durante las negociaciones, la delegación india se opuso a su intolerancia a las costumbres sociales y religiosas de la India. Como compromiso, el gobierno indio prometió limitar la exportación de cáñamo indio, y el borrador final del tratado definía el cannabis como:

«Cannabis» se refiere a las puntas florecientes o fructíferas de la planta de cannabis (excluidas las semillas y hojas cuando no van acompañadas de las puntas) de las que no se ha extraído la resina, cualquiera que sea su nombre.
Fragmento de la Convención Única sobre Estupefacientes, 1961: párrafo I, inciso b)

Por tanto, el bhang, que se prepara a partir de hojas, quedó fuera de la definición de «cannabis». Esto permitió a la India continuar con la tradición del consumo a gran escala de bhang durante Holi. El tratado también le dio a India 25 años para tomar medidas drásticas contra las drogas recreativas. Hacia el final de este período de exención, el gobierno de la India aprobó la Ley de Estupefacientes y Sustancias Psicotrópicas (NDPS por sus siglas en inglés;  Narcotic Drugs and Psychotropic Substances Act) en 1985.
El NDPS mantuvo la misma definición de «cannabis», excluyendo al bhang de su ámbito de competencia:

«Cannabis (cáñamo)» significa:
    a. charas, es decir, la resina separada, en cualquier forma, ya sea cruda o purificada, obtenida de la planta de cannabis y también incluye la preparación concentrada y la resina conocida como aceite de hachís o hachís líquido;
    b. ganja, es decir, las puntas florecientes o fructíferas de la planta de cannabis (excluidas las semillas y hojas cuando no estén acompañadas de las puntas), por cualquier nombre que se les conozca o designe; y
    c. cualquier mezcla, con o sin cualquier material neutro, de cualquiera de las formas anteriores de cannabis o cualquier bebida preparada a partir del mismo;
Ley de Estupefacientes y Sustancias Psicotrópicas (India) , Capítulo I, Sección 2.iii.

El NDPS prohibió la producción y venta de resina y flores de cannabis, pero permitió el uso de hojas y semillas, permitiendo que los estados regularan estas últimas.
Aunque la Ley NDPS no menciona nada sobre la parafernalia para fumar, lo que hace que sea completamente legal comprar o vender accesorios para fumar como papel de liar, pipas de fumar, etc.
El cultivo de cannabis con fines industriales, como la fabricación de cáñamo industrial o para uso hortícola, es legal en la India. La Política Nacional sobre Estupefacientes y Sustancias Psicotrópicas reconoce al cannabis como una fuente de biomasa, fibra y aceite de alto valor. El Gobierno de la India fomenta la investigación y el cultivo de cannabis con bajo contenido de THC.

### Prohibiciones regionales del cannabis

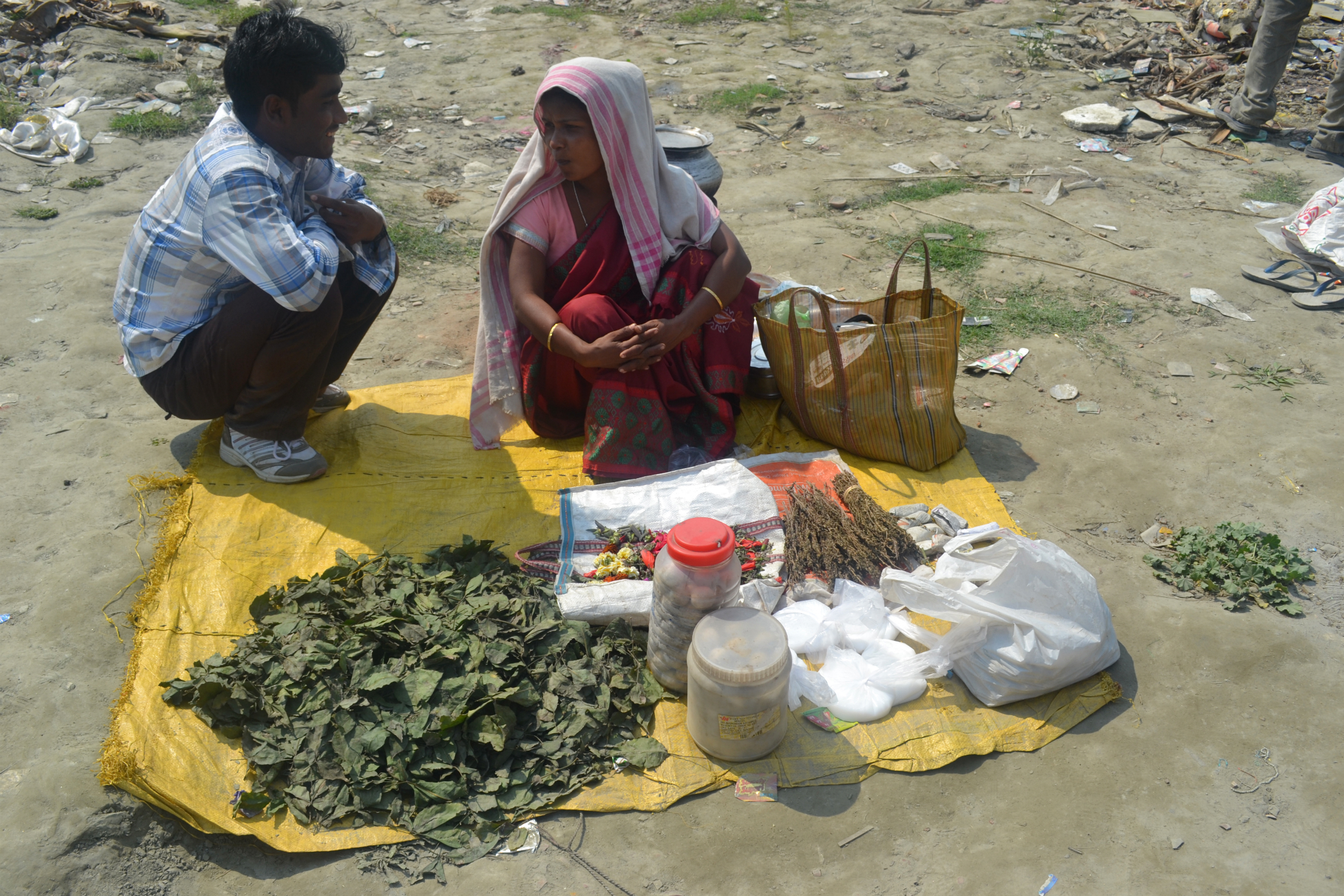
Una mujer vende bhang en Assam, donde está prohibido desde 1958.

Aunque el NDPS permite el consumo de bhang, varios estados tienen sus propias leyes que prohíben o restringen su uso. En algunos estados, solo los distribuidores autorizados pueden vender bhang. Algunos estados también tienen reglas sobre la cantidad máxima de bhang que puede llevar una persona y la edad mínima del comprador.
En Assam, la Ley para la Prohibición de Ganja y Bhang de 1958 prohíbe la venta, compra, posesión y consumo de ganja y bhang.
En Maharashtra, el artículo 66(1)(b) de la Ley de Prohibición de Bombay (BP) de 1949 prohíbe la fabricación, posesión y consumo de bhang y sustancias que contienen bhang sin una licencia.
El 21 de febrero de 2017, Guyarat legalizó el bhang eliminándolo de la lista de «drogas intoxicantes» cubiertas por la sección 23 de la Ley de Prohibición de Guyarat. El Ministro de Estado para el Hogar y la Prohibición de este estado, Pradipsinh Jadeja, explicó: «El bhang se consume solo como prasad del Señor Shiva. El gobierno estatal ha recibido denuncias de uso indebido de la ley de prohibición contra quienes se encuentran bebiendo bhang. Por lo tanto, teniendo en cuenta los sentimientos del público en general, el gobierno ha decidido eximir al bhang del ámbito de la Ley de Enmienda de Prohibición de Gujarat. El bhang es menos embriagador en comparación con la marihuana».

## Reforma
En 2015, aparecieron los primeros esfuerzos organizados para volver a legalizar el cannabis en India, con la celebración de conferencias sobre marihuana medicinal en Bangalore, Pune, Mumbai y Delhi por parte del Great Legalization Movement India. Muchos artículos y programas en los medios populares también han comenzado a aparecer presionando por un cambio en las leyes del cannabis.
En marzo de 2015, el diputado Lok Sabha de Dhenkanal Tathagata Satpathy declaró en un AMA de Reddit que apoyaba la legalización del cannabis y también admitió haber consumido la droga en varias ocasiones cuando estaba en la universidad. Posteriormente repitió sus comentarios en televisión y durante interacciones con los medios. El 2 de noviembre de 2016, el diputado de Lok Sabha, Dharamvir Gandhi, anunció que había recibido autorización del Parlamento para presentar un proyecto de ley para miembros privados que buscaba enmendar la Ley NDPS para permitir el suministro legalizado, regulado y médicamente supervisado de intoxicantes «no sintéticos», incluidos el cannabis y el opio.
En julio de 2017, la ministra de la Unión para la Mujer y el Desarrollo Infantil, Maneka Gandhi, sugirió la legalización de la marihuana medicinal con el argumento de que reduciría el abuso de drogas y ayudaría a los pacientes con cáncer en la segunda reunión del grupo de ministros para examinar el borrador de la nota del gabinete para el National Política de reducción de la demanda de drogas. Aproximadamente una semana después de la declaración del ministro, el Gobierno de la Unión emitió la primera licencia para cultivar cannabis con fines de investigación al Consejo de Investigación Científica e Industrial (CSIR), en colaboración con Bombay Hemp Company (BOHECO).
El 12 de diciembre de 2017, Viki Vaurora, fundadora del Gran Movimiento de Legalización de la India, escribió una carta abierta al primer ministro Narendra Modi y a todos los miembros del Parlamento defendiendo la urgente necesidad de legalizar el cultivo de cannabis y cáñamo para uso médico e industrial. En febrero de 2018, la Oficina del Primer Ministro envió una notificación al Ministerio de Salud y Bienestar Familiar indicando al ministerio que examinara los posibles beneficios asociados con el cannabis y emitiera una respuesta a la carta.
El 5 de junio de 2018, el diputado de Lok Sabha de Thiruvananthapuram Shashi Tharoor escribió un artículo de opinión en el que expresaba su apoyo a la legalización del cannabis y concluía que «era hora de que India adoptara los beneficios para la salud, los negocios y la sociedad en general que la regulación legal del cannabis puede aportar».
En julio de 2019, el Tribunal Superior de Delhi acordó escuchar una petición, presentada por Great Legalization Movement Trust, que rechazaba la prohibición del cannabis. El litigio de interés público sostiene que agrupar el cannabis con otras drogas químicas en virtud de la Ley NDPS es «arbitrario, poco científico e irrazonable».
India votó a favor de eliminar el cannabis y la resina de cannabis del Anexo IV de la Convención Única sobre Estupefacientes de 1961 en la Comisión de Estupefacientes de las Naciones Unidas (CND) el 2 de diciembre de 2020. La resolución fue aprobada con 27 países miembros votando a favor, 25 en contra y una abstención. Según el servicio de noticias de Naciones Unidas, la decisión "podría impulsar investigaciones científicas adicionales sobre las propiedades medicinales de la planta"

## Investigación médica
El Consejo Central de Investigación en Ciencias Ayurvédicas (CCRAS), un organismo de investigación dependiente del Ministerio de AYUSH, anunció los resultados del primer estudio clínico en India sobre el uso de cannabis como fármaco reconstituyente para pacientes con cáncer el 25 de noviembre de 2018. El estudio piloto se realizó en colaboración con la Universidad Ayurved de Guyarat, Jamnagar, en pacientes con cáncer sometidos a tratamiento en el Tata Memorial Hospital en Mumbai. El director general de CCRAS, Vaidya KS Dhiman, declaró: «En el estudio piloto realizado a principios de este año, se ha descubierto que los medicamentos a base de hojas de cannabis son eficaces para aliviar el dolor y otros síntomas en pacientes con cáncer después de la quimioterapia y la radioterapia».
Bombay Hemp Company (BOHECO) cofundada por el Sr. Jahan Peston Jamas colaboró con CSIR y organizó una conferencia para promover el uso de medicamentos a base de cannabis en Delhi el 23 de noviembre de 2018. A la conferencia, denominada «I+D del cannabis en la India: una perspectiva científica, médica y legal», asistieron el ministro de Estado de la PMO, Jitendra Singh, y el diputado Dharamvir Gandhi. El mismo día, el Instituto Indio de Medicina Integrativa (IIIM) del CSIR anunció que estaba desarrollando tres medicamentos a base de cannabis para tratar el cáncer, la epilepsia y la anemia falciforme.
La primera clínica de cannabis medicinal en la India se abrió en Koramangala, Bangalore, el 1 de febrero de 2020. La clínica, operada por HempCann Solutions, con sede en Odisha, vende tabletas y aceites con infusión de cannabis bajo la marca Vedi Herbals.

## En la cultura popular

### Cine
El cannabis se ha representado a menudo en el cine indio. Históricamente, las películas en hindi han retratado el consumo de cannabis de manera negativa, describiendo la droga como asociada con una cultura hippie de clase alta o como una sustancia adictiva utilizada por delincuentes. Por otro lado, el consumo de bhang se celebró a menudo en canciones de películas populares como Jai Jai Shiv Shankar y Khaike Paan Banaraswala y la famosa pista Manali trance. 
Las representaciones negativas del cannabis vivieron un cambio desde los 2000. Películas como Shaitan (2011), Luv Shuv Tey Chicken Khurana (2012), Kapoor & Sons y The Blueberry Hunt (2016) cuentan con protagonistas urbanos de clase media que utilizan el cannabis como forma de relajación. Go Goa Gone (2013) fue descrito como la primera comedia stoner en hindi. Bejoy Nambiar, quien escribió y dirigió Shaitan, cree que «existe una cultura de fumar entre los jóvenes de hoy y se está volviendo cada vez más relevante en nuestras películas».

## Lectura complementaria
Fuentes primarias
- Indian Hemp Drugs Commission (1894–95). Report of the Indian Hemp Drugs Commission, 1893-94. Simla and Calcutta.
- Prain, David (1893). Report on the Cultivation and Use of Ganja. Calcutta: Bengal Secretariat Press.
- Tull-Walsh, J.H. (September–December 1894). «On Insanity Produced by the Abuse of Ganja and Other Preparations of Indian Hemp, with Notes of Case Studies». IndianMedical Gazette 29 (9): 333-34, 369-72, 447-51. PMC 5197335. PMID 29001600.

Fuentes secundarias
- Mills, James H. (2003). Cannabis Britannica: Empire, Trade, and Prohibition, 1800-1928. Oxford: Oxford University Press. ISBN 9780199249381.
- Mills, James H. (2000). Madness, Cannabis and Colonialism: The 'Native Only' Lunatic Asylums of British India, 1857-1900. New York: St. Martin's Press. ISBN 9780312233594.
- Ronen, Shamir; Hacker, Daphna (Spring 2001). «Colonialism's Civilizing Mission: The Case of the Indian Hemp Drug Commission». Law & Social Inquiry 26 (2): 435-461. doi:10.1111/j.1747-4469.2001.tb00184.x.

- Datos: Q21022786
- Multimedia: Cannabis in India / Q21022786